# Emiko Miyamoto
Emiko Miyamoto (japonès: 宮本恵美子)  (Wakayama, 10 de maig de 1937 - Takahagi, 7 de desembre de 2023) va ser una jugadora de voleibol japonesa que va competir durant la dècada de 1960.
El 1964 va prendre part en els Jocs Olímpics de Tòquio, on guanyà la medalla d'or en la competició de voleibol. Anteriorment havia guanyat el Campionat del Món de voleibol de 1962 i fou segona en el de 1960.